# Taden
Taden (tiếng Breton: Taden, Gallo: Taden) là một xã của tỉnh Côtes-d’Armor, thuộc vùng Bretagne, tây bắc Pháp.

## Dân số
Người dân ở Taden được gọi là Tadennais.